# Kirin 659

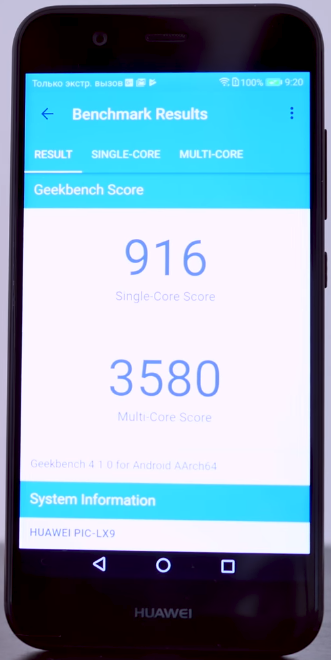
Huawei Nova 2 Plus после тестирования в Geekbench

HiSilicon Kirin 659 — однокристальная система, выпущенная китайской бесфабричной компанией HiSilicon Technologies в мае 2017 года для смартфонов и планшетов Huawei и Honor и производимая на мощностях TSMC. В состав Kirin 659 входит 16-нанометровый восьмиядерный процессор на 64-битной архитектуре ARMv8, графический ускоритель Mali T830MP2 и модем с поддержкой LTE Cat. 7, а также ряд других компонентов.
Процессор впервые появился в смартфонах Huawei Nova 2 и Huawei Nova 2 Plus, представленных 26 мая 2017 года, однако к нему не привлекалось особого внимания — так, первое время в интернете ходили слухи о том, что в них используется появившийся несколькими месяцами ранее Kirin 658.
Kirin 659 является дальнейшим развитием однокристальной системы Kirin 650 (Hi6250) и его усовершенствованных версий Kirin 655 и Kirin 658. Все эти изделия отличаются лишь частотой производительного кластера процессорных ядер; кроме того, Kirin 658 — единственный поддерживающий стандарт Wi-Fi ac, а Kirin 659 — единственный поддерживающий Bluetooth 4.2. При этом именно Kirin 659 стал наиболее популярным и известным, в частности, только на его основе выпускались планшеты.
Компания HiSilicon неохотно распространялась о подробностях 650-й серии своих SoC, известной под общим индексом Hi6250. В частности, неизвестна модель используемого модема (предположительно, это Balong 720). Из-за этого в интернет-магазинах появлялись неточности в описании характеристик смартфонов.

## Список устройств
| Устройство                               | Тип      | Дата выпуска | ?? |
| ---------------------------------------- | -------- | ------------ | -- |
| Huawei Nova 2                            | Смартфон |              |    |
| Huawei Nova 2 Plus (P10 Selfie)          | Смартфон |              |    |
| Huawei Nova 2i (Mate 10 Lite, Maimang 6) | Смартфон |              |    |
| Huawei P Smart (Enjoy 7S)                | Смартфон |              |    |
| Huawei Y9 обр. 2018 г. (Enjoy 8 Plus)    | Смартфон |              |    |
| Huawei Nova 3e (P20 Lite)                | Смартфон |              |    |
| Huawei Mate SE                           | Смартфон |              |    |
| Honor 7X                                 | Смартфон | 2017         |    |
| Honor 9 Lite                             | Смартфон |              |    |
| Honor 9N                                 | Смартфон |              |    |
| Huawei C5 10"                            | Планшет  |              |    |
| Huawei MediaPad M5 Lite 10" (M5 Youth)   | Планшет  |              |    |
| Huawei MediaPad T5 10" (Enjoy Tablet)    | Планшет  |              |    |
| Huawei dtab Compact d-02K                | Планшет  |              |    |
| Honor Pad 5                              | Планшет  |              |    |
| Honor WaterPlay                          | Планшет  |              |    |
| Honor WaterPlay 8                        | Планшет  |              |    |
| Huawei P20 lite                          | Смартфон |              |    |